# Robbie Basho
Robbie Basho (eigentlich Daniel R. Robinson Jr., 31. August 1940 – 28. Februar 1986) war ein US-amerikanischer Fingerstyle-Gitarrist, Pianist und Sänger.

## Leben
Robbie Basho (Daniel Robinson Jr.), geboren in Baltimore, wurde als Kleinkind als Waise von der Familie Robinson adoptiert. Er besuchte katholische Schulen in der Erzdiözese Baltimore und bereitete sich auf das College an der St. James School in Maryland vor. Anschließend studierte er an der University of Maryland, College Park. Obwohl er in der Highschool-Band das Euphonium spielte und in Middle School - und High-School-Ensembles sang, wuchs sein Interesse an akustischer Gitarre während seiner College-Jahre. Dies insbesondere auf Grund seiner Freundschaften zu den Kommilitonen John Fahey, Ed Denson und Max Ochs. 1959 kaufte Basho seine erste Gitarre und beschäftigte sich mit asiatischer Kunst und Kultur. Zu dieser Zeit änderte er seinen Namen in Basho, zu Ehren des japanischen Dichters Matsuo Bashō. Er sah die Akustik-Stahlsaitengitarre als Konzertinstrument und wollte ein Raga-System für amerikanische Musik schaffen. Während eines Radiointerviews im Jahr 1974, in dem er sein Album „Zarthus“ promotete, sprach Basho ausführlich über seine Musik. Er beschrieb, wie er eine Reihe von „Phasen“ im Zusammenhang mit Philosophie und Musik durchlaufen hatte, darunter japanische, hinduistische, persische und die der Amerikanischen Ureinwohner. Zarthus war der Höhepunkt seiner „persischen Phase“.
Basho bekräftigte seinen Wunsch, zusammen mit John Fahey und Leo Kottke, die Akustik-Stahlsaitengitarre auf das Niveau eines Konzertinstruments zu heben. Nach seinem Verständnis ist die Nylonsaitengitarre für „Liebeslieder“ geeignet, aber ihr stählernes Gegenstück könne „Feuer“ vermitteln. Er schrieb sein Interesse an indischer Musik dem Hören von Ravi Shankar zu, dem er 1962 zum ersten Mal begegnete.
Basho starb unerwartet im Alter von 45 Jahren bei einem Unfall während eines Besuchs bei seinem Chiropraktiker. Eine Anwendung führte zum Platzen der Blutgefäße im Hals und dies zu einem tödlichen Schlaganfall.

## Gitarrenspiel
Robbie Bashos Fingerstyle-Gitarrentechnik wurde stark vom Sarod-Spiel und seinem Studium bei dem indischen Virtuosen Ali Akbar Khan beeinflusst. Basho verwendete ungewöhnliche offene Stimmungen, darunter eine Reihe von Varianten von „Open-C“ (CGCGCE). Er spielte eine 12-saitige Gitarre, um die für die indische klassische Musik charakteristischen Drones nachbilden zu können. Basho verwendete oft östliche Modi und Tonleitern, andere Einflüsse sind auch europäische klassische Musik, früher Blues sowie US-amerikanische Balladen.

## Diskografie
Studio Albums
- The Seal of the Blue Lotus (Takoma, 1965)
- The Grail & the Lotus (Takoma, 1966)
- Basho Sings (Takoma, 1967)
- The Falconer's Arm I (Takoma, 1967)
- The Falconer's Arm II (Takoma, 1967)
- Venus in Cancer (Blue Thumb, 1969) remastered und wiederveröffentlicht von Tompkins Square
- Song of the Stallion (Takoma, 1971)
- The Voice of the Eagle (Vanguard, 1972)
- Zarthus (Vanguard, 1974)
- Visions of the Country (Windham Hill, 1978)
- Art of the Acoustic Steel String Guitar 6 & 12 (Windham Hill, 1979)
- Rainbow Thunder: Songs of the American West (Silver Label, 1981)
- Bouquet (Basho Productions, 1983)
- Twilight Peaks (Art of Relaxation, 1984)
- Songs of the Great Mystery (Real Gone, 2020) einige Stücke im Jahr 2007 teilweise wiederveröffentlicht als Indian II

Live Albums
- Bonn ist Supreme (Bo'Weavil, 2008)
- Art of the Acoustic Steel String Preview (Grass-Tops, 2014)
- Robbie Basho Live in Milwaukee – 1982 (Grass-Tops, 2015)
- Portrait of Basho as a Young Dragoon (Grass-Tops, 2015)
- Rocky Mountain Raga - Live from Elgin - 1981 (Grass-Tops, 2016)
- Robbie Basho Live at Folkstudio – 1982 (Grass-Tops, 2016)
- Robbie Basho Live in Forlì - 1982 (Topa Topa, 2016)
- Robbie Basho - Live in Forli, Italy 1982 Complete Concert (ESP-Disk'/Obsolete Recordings, 2017)

Compilation Albums
- Basho's Best, Vol. 1 (Basho, 1982)
- Guitar Soli (Takoma, 1996)
- Băshovia (Takoma, 2001)
- Song of the Avatars: The Lost Master Tapes (Tompkins Square, 2020)